# Inverted (švédská hudební skupina)
Inverted (česky Obrácený) byla švédská metalová kapela založená roku 1991 ve švédském městě Alingsås zpěvákem Joakimem Almgrenem, kytaristy Larsem-Hakanem Svenssonem a Matsem Blombergem, bubeníkem Kristianem Hasselhuhnem a baskytaristou Danem Bengtssonem. Hrála death metal s nádechem blacku, tematika byla satanistická.
V letech 1991–1992 vydala 2 dema. V roce 1994 přišlo na řadu EP s názvem Revocation of the Beast vydané americkou firmou Wild Rags. První studiové album s názvem The Shadowland vyšlo roku 1995 pod belgickým vydavatelstvím Shiver Records. V kapele se vyměnila sestava a v roce 1997 bylo vydáno druhé dlouhohrající album There Can Be Only One, opět pod Shiver Records.
Kapela zanikla v roce 1998. Joel Andersson a Johan Ohlsson poté založili skupinu Immersed in Blood hrající brutal death metal.
Skladba „Across the lakes of flames“ vyšla na CD kompilaci Sometimes... Death is better belgického hudebního vydavatelství Shiver Records.

## Logo
Logo kapely je dobře čitelné, písmena jsou trnitá. Písmeno V svírá obrácený pentagram, v písmenu T je zakomponován obrácený kříž.

## Diskografie

### Dema
- Tales of Estaban (1991)
- Heaven Defied (1992)

### Studiová alba
- The Shadowland (1995, Shiver Records)
- There Can Be Only One... (1997, Shiver Records)

### EP
- Revocation of the Beast (1994, Wild Rags)

### Singly
- Empire of Darkness (1994)

### Split nahrávky
- Sorrow of the Burning Wasteland / Diabolical Ceremonies (1996, společně s Centinex)